# 川村あんり
川村 あんり（かわむら あんり、英: Anri Kawamura, 2004年10月15日 - ）は、日本のフリースタイルスキー選手（モーグラー）である。マネジメントはスポキャス。

## 来歴
東京都東久留米市出身。新潟県南魚沼郡湯沢町育ち。
両親ともに元アイスホッケー選手で、父は西武鉄道、母はコクドレディースでプレーしたトップ選手であった。
3歳でスキーを始め、祖父が新潟県の越後湯沢に所有しているリゾートマンションを拠点に東京から滑りに来ていたという。4歳でモーグルスキーを始める。
小中一貫校の湯沢学園へ入学し、スキーに本格的に取り組むようになる。
全日本スキー連盟（SAJ）公認大会に初めて出場したのは、埼玉県スキー連盟が新潟県十日町市の松之山温泉スキー場で主催した『第12回埼玉県松之山温泉モーグル競技会』（2012年1月8日）であり、この時は予選落ちの15位という成績であった。SAJ公認大会初優勝はその2年後（2014年）の松之山温泉競技会である。その後、地道に力をつけて競技会でも上位の成績を収めるようになる。
湯沢学園7年生（中学1年）になった2017/2018シーズンのJOCジュニアオリンピックカップ 2018全日本ジュニアスキー選手権大会フリースタイル競技（中学生の部、南砺市たいらスキー場）では2位に大差をつけて圧勝した。
湯沢学園9年生（中学3年）の2019年12月にフィンランドのルカで開催のワールドカップに国際大会デビュー。結果は2位で日本勢で最高、表彰台を上った。
2020年に国際スキー連盟主催の最優秀新人賞を受賞。
湯沢学園卒業後は2020年4月より日本体育大学桜華高等学校に入学。
2022年北京オリンピックのフリースタイルスキー競技女子モーグル決勝では、日本勢で唯一3回目まで進んだが77.12点で5位となった。
2023年3月に高校を卒業。同年4月1日にルネサンスと契約。

## 戦歴
2018年
- JOCジュニアオリンピックカップ　優勝
- 第89回宮様スキー⼤会国際競技会　2位

2019年
- FIS Junior World Championships2019 MO  6位
- FIS Junior World Championships2019 DM  9位
- 東海北陸フリースタイルスキー選⼿権⼤会 第1戦　優勝
- 東海北陸フリースタイルスキー選⼿権⼤会 第2戦　優勝
- 第39回全⽇本スキー選⼿権フリースタイル競技　6位
- フリースタイルスキー秋⽥・⽥沢湖モーグル競技会 兼 ワールドカップ田沢湖大会出場選考会　優勝
- FISワールドカップRUKA（フィンランド）MO 2位（日本勢最高位）
- FISワールドカップ Thaiwoo（中国） MO 5位（日本勢最高位）

2020年
- FISワールドカップ Trenblant（カナダ）MO 10位（日本勢最高位）
- FISワールドカップ Calgary（カナダ）MO 7位
- 第40回全日本選手権フリースタイルスキーモーグル　優勝
- 第40回全日本選手権フリースタイルスキーデュアルモーグル 4位
- FISワールドカップ Tazawako（日本）MO 5位
- FISワールドカップ Shymulak（カザフスタン）DM 5位
- FISワールドカップ Krasnoyarsk（ロシア）DM 8位
- 2019-2020 シーズンFIS WCフリースタイルスキー女子部門新人賞受賞
- FISワールドカップ RUKA（フィンランド）MO 8位
- FISワールドカップ Idre（スウェーデン）MO 2位（日本勢最高位）
- FISワールドカップ Idre（スウェーデン）DM 3位（日本勢最高位）

2021年
- FISワールドカップ DEER VALLEY（アメリカ）MO 2位（日本勢最高位）
- FISワールドカップ  Idre(スウェーデン) MO 優勝
- FISワールドカップ  Alpe d'Huez(フランス) MO 2位(日本勢最高位)

2022年

•  北京オリンピック 5位入賞（日本勢最高位）